# Кайт НАСА
Кайт NPW (англ. Nasa Para Wing) — однослойный бескаркасный кайт, созданный на основе мягкого крыла Рогалло, разработанного для НАСА Фрэнсисом Рогалло (англ. Francis Rogallo; 1912—2009) в середине XX века в качестве планирующего парашюта для спуска космических аппаратов.

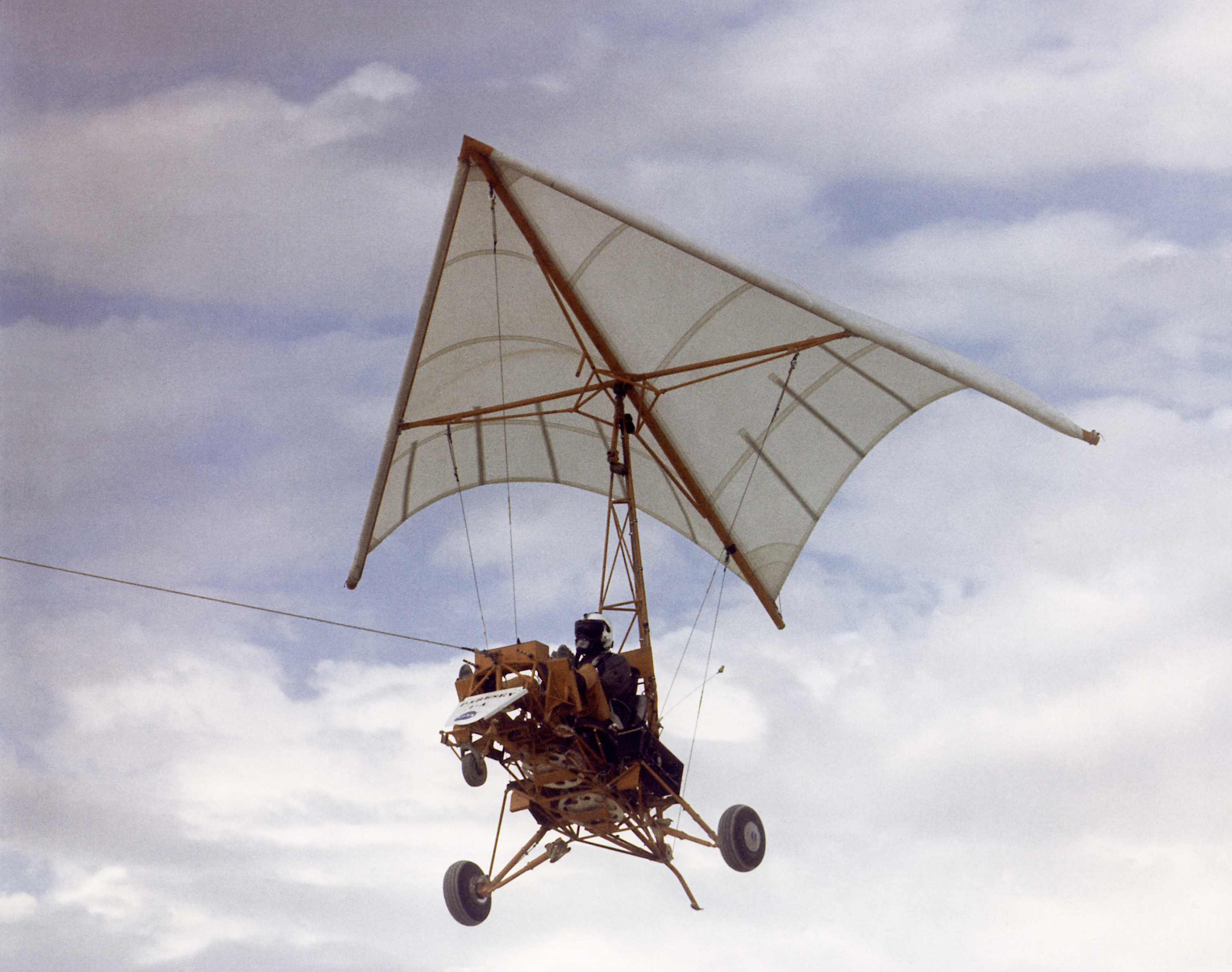

Кайт отличается простотой изготовления в домашних условиях (сшивается из прямоугольных кусков ткани), низкой материалоёмкостью (так как однослойный) и большой тягой по ветру. Применяется обычно для катания зимой на лыжах или летом на багги (трёхколёсной тележке), а также в качестве пилотажного змея (только небольшие размеры).
Недостаток кайта в низком аэродинамическом качестве по сравнению с другими типами кайтов (надувные, парафойлы, каркасные), не более 3,5 единиц против 6-8 у лучших парафойлов. Другими словами, кайт обладает плохим ветровым окном, ширина которого определяет способность лыжника ехать против ветра.
Существует несколько типов NASA-кайтов, в интернете есть программы для расчёта размеров ткани и длин верёвок (строп), а также инструкции по самостоятельному изготовлению.

## История
Первые модели крыльев такого типа были всесторонне испытаны NASA в аэродинамической трубе, а также при натурных испытаниях, в результате чего для моделей с одним килем (то есть состоящих из двух полотен ткани) было достигнуто максимальное аэродинамическое качество около 2.5 единиц, а для двухкилевых (из трёх полотен ткани) до 3.5 единиц. В дальнейшем в NASA отказались от идеи планирующих парашютов и продолжили использовать обычные круглые. Серийно производились и производятся парашюты Рогалло.
Главной целью модификаций базового крыла NASA является увеличение аэродинамического качества, для этого использовались двухкилевые прототипы, к которым добавлено дополнительное стропление для более плоской формы в полёте, а также за счёт кроя увеличено удлинение крыла.

## Типы крыльев
NPW5 — первая модификация, получившая массовое распространение в качестве кайта, представляет по сути классическое двухкилевое крыло рогалло.
NPW9b — дальнейшее развитие с несколько увеличенным удлинением за счет другого расположения панелей и дополнительной линии строповки, что в сумме позволило значительно повысить аэродинамическое качество (летучесть) крыла. На данный момент это наиболее проработанная, массовая и оптимальная по простоте изготовления и летным характеристикам модель.
Teega — усовершенствованная модель на основе NPW9b со скругленной задней кромкой и усиленной носовой частью. Немного сложнее в изготовлении.
NPW-HA — модификация NPW9b с увеличенным удлинением за счет дополнительных центральных панелей. Теоретически должна иметь высокое аэродинамическое качество, сравнимое с простыми надувными кайтами и парафойлами. Требует большое количество строп, хотя существует модификация с косынками по принципу крыла Дэвида Бариша.
Hateca — модификация Teega с увеличенным удлинением из трех панелей и поддерживающими полосками ткани, делающими линию профиля более гладкой.
NPW-PHA — один из вариантов классического крыла рогалло с треугольными законцовками крыла, но с несколькими дополнительными линиями строповки, что позволило сделать крыло более плоским.
Gothic — модель с двумя карманами на месте сшивания двухкилевой схемы, наполняемые набегающим потоком воздуха и создающими этим более стабильную форму кайта.
Dragon — модель с одним надувным карманом по центру и малым числом строп (ряд на кармане и две на кончиках консолей).
NPWC — попытка создать кайт с минимальным числом строп (может быть всего 4 одинарных стропы по углам). Выпуклая форма кайта создается специальным кроем ткани, например, ушиванием небольших треугольников по аналогии как это делается в лобовой части NPW9.
3-DY project — ещё один проект с минимальным строплением (всего 2 стропы!), аналог коммерческих Kite Sails, предназначенных для частичной замены паруса на лодках.
NPWC Foil Nose — однослойный кайт с минимальной строповкой и поддержкой носа надуваемыми встречным потоком ячейками.
Rata Wing — модель с оригинальным способом укрепления носовой части (подворачивание которой является главной проблемой, мешающей крылу рогалло работать на малых углах атаки с высоким аэродинамическим качеством). Небольшие косынки поставлены под углом (а не параллельно!) к набегающему потоку, что затормаживает воздух и создает под носиком избыточное давление. Кроме того, косынки уменьшают необходимое число строп и делают верхнюю поверхность более гладной. Недостаток этого способа в повышенном лобовом сопротивлении.
Rata Jet — дальнейшее развитие идеи RATA (rib angled to airflow). Число косынок уменьшено (а значит и лобовое сопротивление), но расположены они в наиболее критической области, то есть в центре носовой части. Используется также упрощенное стропление всего в нескольких точках. По некоторым измерениям, основанным на угле наклона строп, аэродинамическое качество может достигать 4 единицы и выше, что является несомненно значительным достижением для крыльев типа NASA. Очень интересная модель, заслуживающая внимания и дальнейшего развития. Также отличается простотой кроя, косынки пришиваются к плоской панели по своему контуру (см чертежи на сайте разработчика), а в полете принимают криволинейную форму, затормаживая поток с минимальным сопротивлением и перенаправляя его под носик купола, тем самым повышая его стабильность.
SailWing — прототип от David Barish, не совсем крыло NASA, но создано по тому же принципу, то есть подогнутая передняя кромка, выполняющая функцию лобика нервюры и несколько сшитых однослойных панелей. Отличительной чертой является минимальное число строп за счет использования поддерживающих косынок. По некоторым данным, это крыло имело аэродинамическое качество около 6 единиц, что сравнимо с современными учебными парапланами.

## Перспективы
Развитие однослойных кайтов связано, в первую очередь, с укреплением передней кромки. Чем жестче передняя кромка, тем на меньших углах атаки может лететь крыло, и тем больше его аэродинамическое качество.
Также необходимо увеличивать удлинение крыла до величин порядка 5..6 единиц. Удлинение — это квадрат размаха, деленный на площадь крыла; грубо говоря, удлинение показывает насколько длинным со стороны кажется крыло. Квадрат имеет удлинение 1, прямоугольник шириной 1 метр и длиной 5 метров имеет удлинение 5, и так далее.
Кроме этого, необходимо делать поверхность более гладкой и имеющую искривление как у самолетного профиля. А также уменьшать количество строп, потому что они создают вредное аэродинамическое сопротивление, могущее доходить до 40 % от сопротивления всего крыла.
Наиболее полное развитие для однослойного крыла эти принципы получили в однослойных каркасных кайтах — ParaskiFlex (параски) и Trident (трайдент). Параски представляет собой что-то вроде NASA без киля с вставленной в переднюю кромку дюралевой или углепластиковой трубкой. Трайдент отличается от параски наличием нескольких нервюр, задающих форму профиля и дополнительными трубками в нижней плоской части этих нервюр. Также есть тип C-Quad, в котором дополнительные трубки пришиты к верхней поверхности и этим делают форму кайты более гладкой. Недостатками каркасных кайтов являются их габариты в сложенном виде (не вмещаются в маленьких рюкзачок как бескаркасные НАСА) и возможности сломаться.
Возможно, имеет смысл вшивать в переднюю кромку небольшие изогнутые пластмассовые полоски, которые будут поддерживать форму носика (идеально было бы чтобы они были длиной 25 % от ширины кайта, потому что 75 % подъемной силы создаются на 25 % передней части крыла, остальная часть не очень важна). С другой стороны, однослойные кайты всегда будут по аэродинамике хуже двухслойных, имеющих объемный профиль (как у парафойлов или дельтапланов с двойной обшивкой). Это давно пройдено дельтапланеристами, потому что они тоже начинали с однослойных, натянутых на каркас, и закончили полноценными двухслойными. В большинстве случаев было достаточно сделать на однослойном дельтаплане нижнюю поверхность хотя бы на 30..50 % хорды, либо полностью, чтобы он сразу начинал лететь заметно лучше.
Но однослойные кайты намного проще в изготовлении, требуют в 3..4 раза меньше ткани чем парафойлы, из-за своей легкости взлетают в более слабый ветер и пакуются в рюкзачок меньших размеров. Поэтому дальнейшее развитие однослойных кайтов типа NASA оправдано и имеет смысл.